# Gautier II Giffard
Pour les articles homonymes, voir Gautier Giffard et Gautier II.
Gautier II Giffard († 1102), est un important baron anglo-normand, seigneur de Longueville-sur-Scie dans le Pays de Caux, il était aussi comte de Buckingham en Angleterre. 

## Biographie
Gautier II apparaît en 1086 dans le Domesday Book, dont il est d'ailleurs l'un des enquêteurs. C'est un seigneur richement possessionné puisqu'il tient des terres dans dix comtés anglais, surtout dans le Buckinghamshire, où il est le principal tenant en chef. À cette date, il n'en est pas pour autant le comte. Il reçoit ce titre après 1097, soit de Guillaume le Roux, soit de son successeur au trône d'Angleterre, Henri Ier. 
La mort de Guillaume le Conquérant en 1087 excite la rivalité entre Robert Courteheuse, duc de Normandie et Guillaume le Roux, roi d'Angleterre. Comme d'autres seigneurs de Haute-Normandie, Gautier, qui possède des biens de chaque côté de la Manche, prend parti pour le second. Mais, quand le roi meurt accidentellement en 1100, il se rallie à Robert Courteheuse contre son frère Henri Ier, qui s'empare du trône vacant. Avec Robert II de Bellême et Guillaume II de Warenne, il complote contre le nouveau roi. Robert Courteheuse débarque en Angleterre, prêt à conquérir le royaume, en 1101, mais Henri Ier parvient à le calmer. Les deux hommes font la paix et le roi pardonne aux partisans de son frère. 
Gautier meurt l'année suivante (1102) en Angleterre, mais son corps est ramené en Normandie pour être enterré dans le prieuré de Longueville, dont il était le fondateur.

## Famille et descendance
Il est fils de Gautier Ier Giffard et d'Ermangarde, fille de Gérard Flaitel. Sa sœur Rohaise épouse Richard de Bienfaite, seigneur de Bienfaite et d'Orbec, lord de Clare et de Tonbridge. Il épouse Agnès, sœur d’Anselme de Ribemont. Ils ont pour descendance connue :
- Guillaume Giffard, évêque de Winchester et chancelier d'Angleterre ;
- Gautier III Giffard, qui succède à son père.

### Source
- Orderic Vital, Histoire de Normandie, tome 3 et 4, éd. Guizot, 1825 (traduction française de Historia ecclesiastica terminée vers 1142).
- Jacques Le Maho, « L'apparition des seigneuries châtelaines dans le Grand-Caux à l'époque ducale », Archéologie médiévale, tome VI, 1976, p. 5-148.
- Jacques Le Maho, « Autour des origines d'un grand lignage normand, la motte des Giffard à Montivilliers (XIe – XIIe siècles) », Recueil des publications de la Société havraise d'études diverses, n°147, 1979, p. 11-16.